# Europees kampioenschap basketbal vrouwen 1970
Het 12e Europees kampioenschap basketbal vrouwen vond plaats van 11 tot 19 september 1970 in Nederland. 12 nationale teams speelden in Rotterdam en Leeuwarden om de Europese titel.

## Voorronde
De 12 deelnemende landen zijn onderverdeeld in twee poules van zes landen. De top twee van elke poule plaatsten zich voor de halve finales, de overige landen speelden plaatsingswedstrijden.

### Groep A
| Datum        | Land        | Score   | Land        |
| ------------ | ----------- | ------- | ----------- |
| 11 september | Sovjet-Unie | 89 – 32 | Italië      |
| 11 september | Nederland   | 60 – 58 | Hongarije   |
| 11 september | Frankrijk   | 68 – 67 | Polen       |
| 12 september | Polen       | 55 – 53 | Hongarije   |
| 12 september | Nederland   | 44 – 92 | Sovjet-Unie |
| 12 september | Italië      | 58 – 63 | Frankrijk   |
| 13 september | Nederland   | 50 – 69 | Frankrijk   |
| 13 september | Polen       | 63 – 48 | Italië      |
| 13 september | Hongarije   | 33 – 94 | Sovjet-Unie |
| 14 september | Sovjet-Unie | 77 – 41 | Frankrijk   |
| 14 september | Nederland   | 48 – 65 | Polen       |
| 14 september | Italië      | 44 – 75 | Hongarije   |
| 15 september | Frankrijk   | 54 – 49 | Hongarije   |
| 15 september | Italië      | 49 – 75 | Nederland   |
| 15 september | Sovjet-Unie | 96 – 53 | Polen       |

| Groep A |             |             |             |             |            |            |            |        |
| #       | Land        | Wedstrijden | Wedstrijden | Wedstrijden | Doelpunten | Doelpunten | Doelpunten | Punten |
| #       | Land        | G           | W           | V           | V          | T          | Saldo      | Punten |
| 1       | Sovjet-Unie | 5           | 5           | 0           | 448        | 203        | +245       | 10     |
| 2       | Frankrijk   | 5           | 4           | 1           | 295        | 301        | -6         | 9      |
| 3       | Polen       | 5           | 3           | 2           | 303        | 313        | -10        | 8      |
| 4       | Nederland   | 5           | 2           | 3           | 277        | 333        | -56        | 7      |
| 5       | Hongarije   | 5           | 1           | 4           | 268        | 307        | -39        | 6      |
| 6       | Italië      | 5           | 0           | 5           | 231        | 365        | -134       | 5      |

### Groep B
| Datum        | Land              | Score    | Land              |
| ------------ | ----------------- | -------- | ----------------- |
| 11 september | Joegoslavië       | 115 – 56 | België            |
| 11 september | Roemenië          | 86 – 45  | Oostenrijk        |
| 11 september | Bulgarije         | 77 – 74  | Tsjecho-Slowakije |
| 12 september | Oostenrijk        | 59 – 76  | Bulgarije         |
| 12 september | Tsjecho-Slowakije | 105 – 57 | België            |
| 12 september | Roemenië          | 77 – 88  | Joegoslavië       |
| 13 september | Joegoslavië       | 79 – 38  | Oostenrijk        |
| 13 september | België            | 47 – 84  | Bulgarije         |
| 13 september | Tsjecho-Slowakije | 67 – 66  | Roemenië          |
| 14 september | Roemenië          | 93 – 75  | België            |
| 14 september | Oostenrijk        | 43 – 77  | Tsjecho-Slowakije |
| 14 september | Joegoslavië       | 87 – 94  | Bulgarije         |
| 15 september | België            | 51 – 66  | Oostenrijk        |
| 15 september | Bulgarije         | 72 – 52  | Roemenië          |
| 15 september | Tsjecho-Slowakije | 71 – 73  | Joegoslavië       |

| Groep B |                   |             |             |             |            |            |            |        |
| #       | Land              | Wedstrijden | Wedstrijden | Wedstrijden | Doelpunten | Doelpunten | Doelpunten | Punten |
| #       | Land              | G           | W           | V           | V          | T          | Saldo      | Punten |
| 1       | Bulgarije         | 5           | 5           | 0           | 403        | 319        | +84        | 10     |
| 2       | Joegoslavië       | 5           | 4           | 1           | 442        | 336        | +106       | 9      |
| 3       | Tsjecho-Slowakije | 5           | 3           | 2           | 394        | 316        | +78        | 8      |
| 4       | Roemenië          | 5           | 2           | 3           | 374        | 347        | +27        | 7      |
| 5       | Oostenrijk        | 5           | 1           | 4           | 251        | 369        | -118       | 6      |
| 6       | België            | 5           | 0           | 5           | 286        | 463        | -177       | 5      |

## Plaatsingswedstrijden 9e-12e plaats
| Datum                 | Land       | Score   | Land       |
| --------------------- | ---------- | ------- | ---------- |
| 18 september          | Hongarije  | 76 – 45 | België     |
| 18 september          | Oostenrijk | 54 – 67 | Italië     |
| 19 sept. (11e plaats) | België     | 59 – 60 | Oostenrijk |
| 19 sept. (9e plaats)  | Hongarije  | 59 – 60 | Italië     |

## Plaatsingswedstrijden 5e-8e plaats
| Datum                | Land              | Score   | Land              |
| -------------------- | ----------------- | ------- | ----------------- |
| 18 september         | Polen             | 67 – 53 | Roemenië          |
| 18 september         | Tsjecho-Slowakije | 62 – 50 | Nederland         |
| 19 sept. (7e plaats) | Roemenië          | 59 – 69 | Nederland         |
| 19 sept. (5e plaats) | Polen             | 62 – 63 | Tsjecho-Slowakije |

## Halve finales
| Datum        | Land        | Score    | Land        |
| ------------ | ----------- | -------- | ----------- |
| 18 september | Sovjet-Unie | 116 – 49 | Joegoslavië |
| 18 september | Bulgarije   | 64 – 69  | Frankrijk   |

## Bronzen finale
| Datum        | Land        | Score   | Land      |
| ------------ | ----------- | ------- | --------- |
| 19 september | Joegoslavië | 77 – 66 | Bulgarije |

## Finale
| Datum        | Land        | Score   | Land      |
| ------------ | ----------- | ------- | --------- |
| 19 september | Sovjet-Unie | 94 – 33 | Frankrijk |

## Eindrangschikking
| Goud   | Sovjet-Unie       |
| Zilver | Frankrijk         |
| Brons  | Joegoslavië       |
| 4      | Bulgarije         |
| 5      | Tsjecho-Slowakije |
| 6      | Polen             |

| 7  | Nederland  |
| 8  | Roemenië   |
| 9  | Italië     |
| 10 | Hongarije  |
| 11 | Oostenrijk |
| 12 | België     |

1938 · 
1950 · 
1952 · 
1954 · 
1956 · 
1958 · 
1960 · 
1962 · 
1964 · 
1966 · 
1968 · 
1970 · 
1972 · 
1974 · 
1976 · 
1978 · 
1980 · 
1981 · 
1983 · 
1985 · 
1987 · 
1989 · 
1991 · 
1993 · 
1995 · 
1997 · 
1999 · 
2001 · 
2003 · 
2005 · 
2007 · 
2009 · 
2011 · 
2013 · 
2015 · 
2017 · 
2019 · 
2021 · 
2023